# Family Plan - Un'estate sottosopra
Family Plan - Un'estate sottosopra (Family Plan) è un film commedia del 1997 per la regia di Fred Gerber.

## Trama
Gli orfanelli del Mid Valley Children's Home si preparano all'annuale viaggio estivo in campeggio a Camp Sedona. Ma qualcuno vuole trasformare il campeggio in una lussuoso villaggio vacanze. Così in aiuto dei bambini interviene Harry (Leslie Nielsen), un assistente sociale, che li aiuterà a non far trasformare il campeggio nel villaggio vacanze.